# Beta-amanitin
β-Amanitin je bezbarvá, bílá až slabě nažloutlá krystalická látka. Je jedním z toxinů obsažených v muchomůrce zelené a příbuzné muchomůrce bílé. Je to bicyklický oktapeptid, obsahující několik netypických aminokyselin.

## Výskyt v přírodě
Je obsažen v některých jedovatých druzích hub rodu muchomůrka (Amanita), zejména:
- Amanita phalloides (Fries) Link – muchomůrka zelená
- Amanita phalloides var. alba (Vittad.) E.-J. Gilbert – muchomůrka bílá
- Amanita virosa (Fries) Bertillon – muchomůrka jízlivá.

## Toxický účinek
β Amanitin patří mezi nejsilnější jedy, se kterými se u hub můžeme setkat. Smrtelná dávka LD50 pro člověka je 0,1 mg/kg, u laboratorních krys je LD50 0,4–0,5 mg/kg (intraperitoneálně).
Poškozuje buňky jater tj. hepatocyty a pasivací některých enzymů také buněčné jádro (polymerázy RNA).

## Průběh otravy
Toxiny se rychle absorbují z trávicího traktu, první příznaky se však projeví až po poškození většího počtu hepatocytů, tj. 8 – 48 hodin po konzumaci. V první fázi jde o nespecifické narušení funkcí trávicí soustavy. Na počátku této fáze má postižený celkové potíže (malátnost, nevolnost, závratě, bolest hlavy, mrazení), poté se dostavuje nevolnost, bolesti žaludku, prudké zvracení a silné průjmy, což vede k dehydrataci, demineralizaci až oběhovému selhání (příčina úmrtí především u dětí). Pokud pacient přežije, dojde k vymizení zvracení a průjmů. V druhé fázi nastávají poruchy životně důležitých orgánů, selhání jater, ledvin, nebo obou. Od 4.-5. dne se cítí pacient subjektivně lépe. Objektivně se zjišťuje zvětšení a zvýšená citlivost jater a polyurie. V lepších případech se nemocný uzdravuje. V těžších případech nastává akutní selhání jater nebo selhání funkce ledvin. Od 3.-4. dne se projevuje toxické poškození ledvin, tzv. faloidní nefróza. Při velmi rychlém průběhu se ani nestačí rozvinout žloutenka a rozvíjí se jaterní koma (apatie, bezvědomí, neklid, třes, křeče, tachykardie, pokles tlaku krve (hypotenze), rozšíření zornic). Smrt nastává 4.-7. den při rychlém průběhu otravy, při pomalejším 8.-12. den otravy. Otrava je smrtelná v 50 % případů.

## Použití
Používá se v biochemických laboratořích při analýze ribonukleových kyselin (RNA).